# Language Workbench
Language Workbench (englisch für Sprachwerkbank) ist ein im Jahr 2005 von Martin Fowler eingeführter Begriff, der eine Klasse von Entwicklungswerkzeugen beschreibt, die der Spezifikation, Wiederverwendung und Komposition von domänenspezifischen Sprachen zusammen mit ihren integrierten Entwicklungsumgebungen dienen. Eine Language Workbench folgt demnach der Idee des Language Oriented Programming.
Sie unterstützt üblicherweise:
- Spezifikation der Sprachkonzepte bzw. des Metamodells
- Spezifikation der Editierumgebung der domänenspezifischen Sprache
- Spezifikation der Ausführungssemantik, z. B. durch Interpretation oder Codegenerierung